# Argyranthemum
Argyranthemum là một chi thực vật có hoa trong họ Cúc (Asteraceae).

## Loài
Chi Argyranthemum gồm các loài: